# 서현욱
서현욱(1992년 4월 17일 ~ )은 조선민주주의인민공화국의 축구 선수로 포지션은 공격수 겸 수비수이다.

## 구단 경력
2012년 4.25체육단 입단 후 2017년까지 팀의 주축 공격수로 활약하며 조선민주주의인민공화국 1부 리그 5회 우승, 홰불컵 4회 우승을 맛보았고 이후 보스니아 헤르체고비나 프리미어리그의 HŠK 즈린스키 모스타르로 이적하여 단 3경기 출장에 그쳤으나 팀의 1부 리그 우승을 경험하기도 했으며 2018년 NK GOŠK 가베라로 임대 이적하여 14경기를 소화했다.
그 뒤 같은 해 FK 제문으로 이적했으나 단 1경기도 출전하지 못했고 이후 알바니아 수페르리가의 FK 파르티자니 티라나로 이적했으나 4경기 출장 기록에 머물렀다.

## 국가대표팀 경력
조선민주주의인민공화국 U-23 대표팀의 일원으로 2014년 아시안 게임에 출전하여 팀의 은메달 획득에 이바지했고 그 뒤 조선민주주의인민공화국 A대표팀에 첫 합류하여 이듬해에 열린 2015년 AFC 아시안컵 본선에 참가했다.
그리고 같은 해 6월 11일 예멘과의 2018년 FIFA 월드컵 아시아 지역 2차 예선 H조 1차전에서 국제 A매치 데뷔골을 터뜨리며 팀 승리를 이끌었고 8월 2일부터 9일까지 열린 2015년 EAFF 동아시안컵 결승 리그에도 참가하여 3위의 성적을 기록했으며 2016년 11월 9일에는 괌과의 2017년 EAFF E-1 풋볼 챔피언십 2라운드 2차전에서 득점을 기록하며 팀의 결승 리그 진출에 일조했다.